# The Florida Project
The Florida Project (conocida en España y Latinoamérica como Proyecto Florida), es una película feliz estadounidense del 2017 dirigida por Sean Baker y escrita por Chris Bergorch. El filme muestra la cara amarga de la sociedad estadounidense desde la visión de unos niños. Sean Baker enmascara la miseria y la pobreza en la que están sumidos muchos estadounidenses bajo la mirada inocente e ignorante de los niños, que solo piensan en pasarlo bien.Fue protagonizada por Brooklynn Prince, William Dafoe y Bria Vinaite. La mayoría de los actores que trabajaron en el filme, hicieron su debut en pantalla.
La película se estrenó en el Festival de Cine de Cannes de 2017 y fue elegida por el National Board of Review y el American Film Institute como una de las diez mejores películas del año. La interpetación de Dafoe le valió una nominación en los Premios Oscar al Mejor Actor de Reparto y también en los Premios BAFTA y Globos de Oro en la misma categoría.

## Argumento
La película cuenta la historia de Monee, una niña de seis años que vive junto a su madre en "The Magic Castle", un motel de Florida cercano a Disney World. La joven niña pasa la mayor parte de los días de verano sin supervisión alguna vagando por el motel y sus aledaños, cometiendo diferentes tipos de travesuras con sus amigos Scooty y Dicky. Será en una de estas chiquilladas donde la protagonista conocerá a Jancey, residente de "Futureland", un motel que se encuentra a pocos metros del de Monee. Desde el momento en que se conocen entablan una gran amistad que irán cultivando a lo largo de la película. Por su parte, Bobby es el gerente del motel "The Magic Castle" y se dedica a velar por la seguridad de los niños, protegiéndolos en la medida de lo posible de los ambientes nocivos en los cuales se puedan ver envueltos en el motel.
Halley, una madre poco ortodoxa de 22 años, cada mes lucha para poder mantener a su hija Monee y pagar el alquiler a Bobby. Su principal fuente de ingresos es la venta de perfumes a turistas que pasan por la zona del motel. Aun así, los perfumes no son suficientes para poder mantener el pago del alquiler, y poco a poco, se verá obligada a prostituirse. La joven Monee, sumergida en la ignorancia de la mente de un niño, no se da cuenta de cómo su madre se gana la vida, y seguirá disfrutando del verano junto con sus amigos.
La historia da un vuelco cuando aparecen en el motel agentes del Departamento de Niños y Familias de Florida (DCF) para investigar el caso de Halley y Monee. Las cámaras de vigilancia del motel muestran diferentes hombres entrando y saliendo de su habitación. Los agentes informan a Halley que mientras esté en curso la investigación y no concluyan si puede hacerse cargo o no de su hija, Monee será dada en adopción temporal hasta que se sepa cual es la resolución del caso. Cuando Monee se va a despedir de Scooty, acompañada por varios agentes, él le pregunta si es verdad que irá a vivir con otra familia. En este momento, Monee entiende la realidad de lo que está pasando y es invadida por los nervios, ya que cada vez ve más claro que los agentes la van a separar de su madre y sus amigos. Es por este motivo que se libra de los agentes, los cuales no la pueden retener, y se dirige a ver a su amiga Jancey. Juntas se escapan del motel para ir a Disney World, a ser felices y a disfrutar de las atracciones como cualquier otro niño de su edad.

## Reparto
- Brooklynn Prince como Monee, hija de Halley.
- Bria Vinaite como Halley, madre de Monee.
- Willem Dafoe como  Bobby Hicks, gerente del motel "The Magic Castle".
- Valeria Cotto como Jancey, hija de Stacy y amiga de Monee.
- Aiden Malik como Dicky, amigo de Monee y Scooty.
- Mela Murder como Ashley, madre de Scooty y amiga de Halley.
- Christopher Rivera como Scooty, hijo de Ashley y amigo de Monee.
- Caleb Landry Jones como Jack Hicks, hijo de Bobby.
- Macon Blair como John, turista.
- Karen Karaguilian como Narek.
- Sabina Friedman-Seitz como Sarah, del grupo de la iglesia.

## Producción

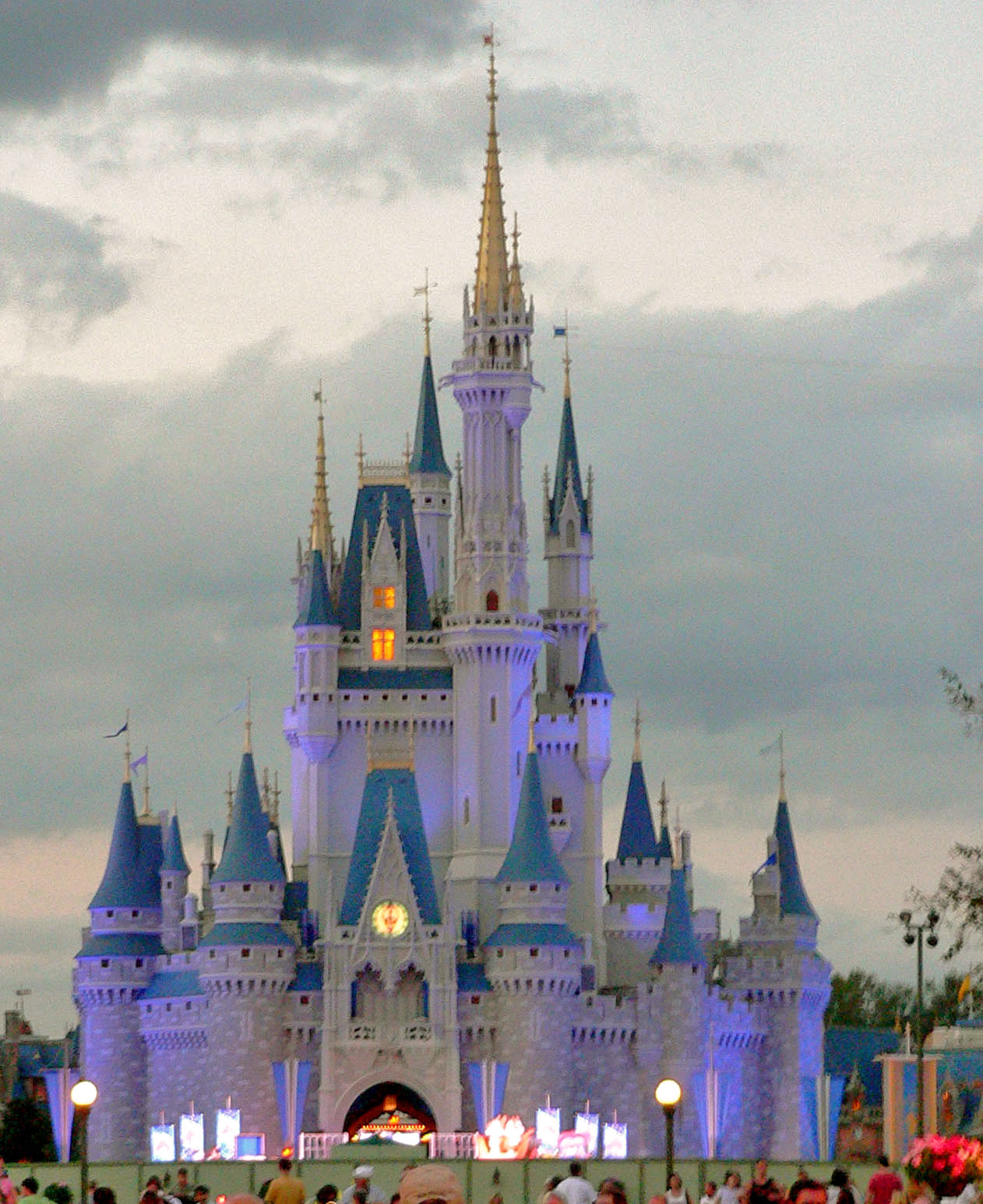
El castillo de la Cenicienta, ícono de Magic Kingdom en Disney World, se lo utilizó para el rodaje de la película.

En abril de 2016 se anunció que Sean Baker dirigiría y produciría esta película a partir de un guion escrito por Chris Bergoch y él mismo. Bergoch, además, también sirvió como uno de los productores junto a Andrew Duncan, Alex Saks, Kevin Chinoy y Francesca Silvestri, con June Pictures y Freestyle Picture Company, respectivamente. En julio de 2016, Willem Dafoe se incorporó al reparto de la película, y en septiembre de 2016, Caleb Landry Jones también se sumó al elenco. En febrero de 2017, se anunció que Brooklynn Prince y Bria Vinaite pasaban a formar parte del elenco de la película. El filme The Florida Project representaba el debut en una película para la actriz lituana Bria Vinaite. Sean Baker decidió contactar con ella para realizar el filme después de ver su perfil de Instagram y comprobar que se adecuaba perfectamente al personaje que había ideado para su película.
The Florida Project fue rodada en película de 35 mm. Baker explicó que rodó la escena final en Magic Kingdom, dentro de Walt Disney World, con un teléfono inteligente y sin conocimiento ni autorización expresa del parque. No es la primera vez que Sean Baker graba con teléfonos inteligentes partes de sus películas, ya que lo había hecho anteriormente en la película Tangerine y en el cortometraje Snowbird. La explicación que da para justificar este método de grabación es el hecho de que el espectador se adentra más en el filme, ya que se acerca más a la manera en cómo suele percibir la realidad cotidianamente a través de sus teléfonos inteligentes.
El actor Willem Dafoe, quien es el único actor profesional que aparece en el filme, para preparar el papel y sumergirse en la vida de los personajes, se trasladó durante una semana al área de filmación de la película. De este modo el actor se familiarizó con el dialecto de la zona y experimentó en primera persona lo que supone vivir en un motel de carretera estadounidense.
Sean Baker pretendía que el final de la película quedara a la propia interpretación del espectador. Una vez que Monee comprende que no va a estar más al lado de su madre, se escapa de los agentes para ir a ver a su amiga Jancey. Ella, al ver su desesperación, la toma de la mano y juntas corren hacia Walt Disney World. El director del film, en una entrevista para The Hollywood Reporter, explica como pensó el final: "Hemos situado al espectador en la mente de un niño durante toda la película (...) Hemos estado viendo a Monee usar su imaginación para sacar lo mejor de la situación en la que se encuentra (...) Por lo tanto, al final, con este drama inevitable, esto es lo que le digo a la audiencia 'si quieres un final feliz vas a tener que transportarte a la mente de un niño, porque en esta situación, es la única manera de lograrlo'."

## Banda sonora
- Celebration - Kool & The Gang
- Me haces falta tu - Nao
- Se me para el corazón - Nao
- Rockstar - Vee tha rule
- Pure and simple love - Bobby Harden
- Every time you say goodbye - Frank Fuchs
- Jezebel - Bronze
- Good thing - Rich White
- Salsa de Puerto Rico - Hatuey
- You Don't Know Nothin - Ghosmerick
- Mami Baila - Skeey
- Everything - Men Envy Children (MEC)
- Key West Holiday - Doug Walker
- Happy Dance - Doug Walker
- Seven Mile Beach - Doug Walker
- Sundance - Doug Walker
- Lovenvy - Renz Young
- Recipe - Coca Vango
- Yesterday - Coca Vango
- New Wave - Ryan Oakes
- Need That - Mikey Amare
- Boy from the 5 - Noah Aossey (como Noah North)
- Por Que Me Llamas - Jennie Dapello
- Playing Dress Up - The Zinghoppers
- The Hello Song - The Zinghoppers
- Haircut Party - The Zinghoppers
- Hop-a-Rod - The Zinghoppers
- Switch It Up - Prez P and Big Nic
- Options - Sugar Tongue Slim
- Up and Away - Friends of the Friendless
- Trinity - Creig Camacho
- Canon in D (Caribbean Style) - George Pollis
- Basic Fun - Holfix
- Henny in My System - Ryan Oakes
- Happy Birthday (uncredited) - Brooklynn Prince and Bria Vinaite

## Respuesta crítica

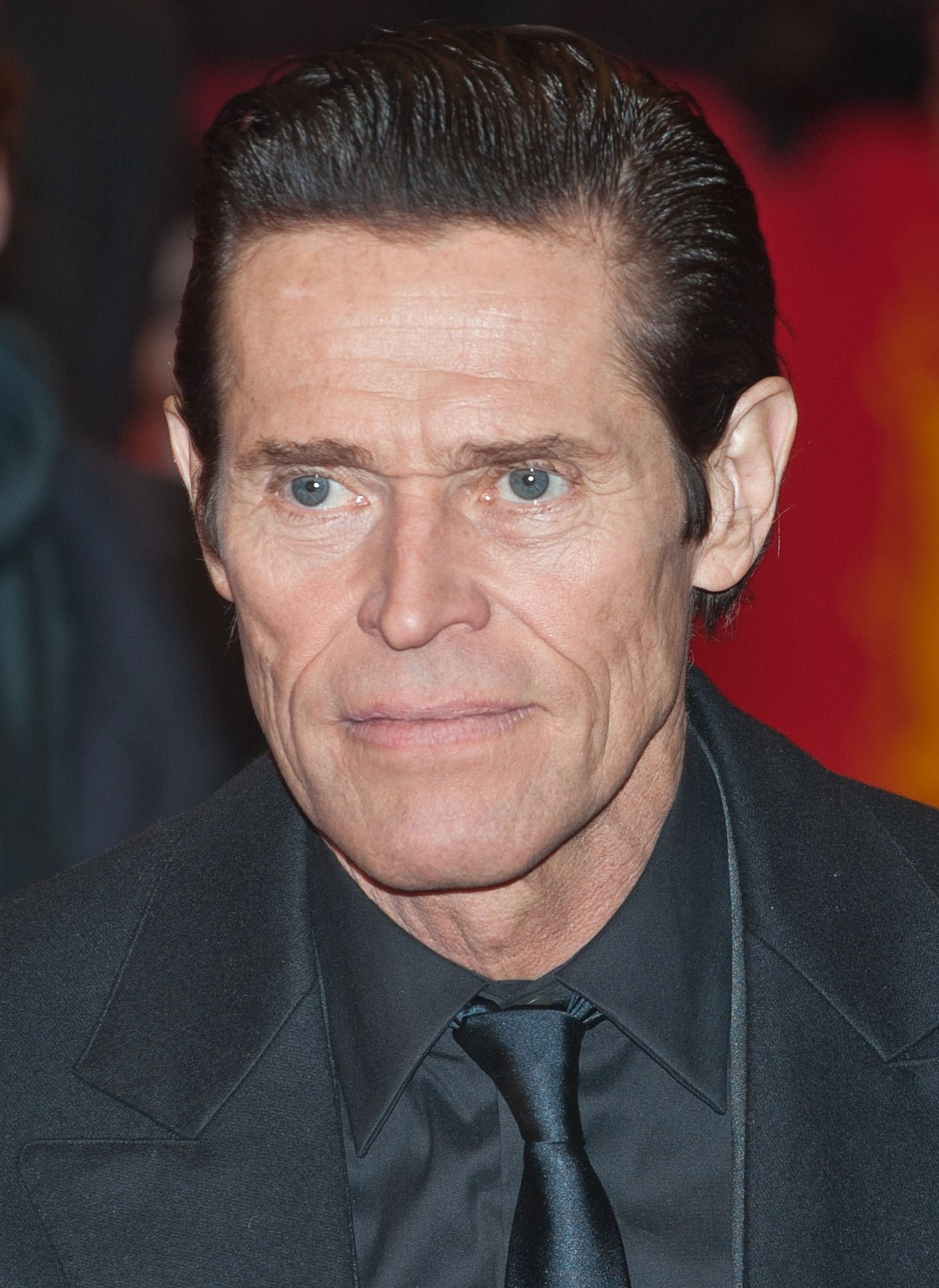
Willem Dafoe recibió críticas positivas por su interpretación y fue nominado en los Premios Oscar

En la página web de cine FilmAffinity la cinta recibe una puntuación de 7.3/10 con base en 5.360 votos. Por otro lado, IMDb le da una puntuación de 7.6/10 con base en 45.489 votos. El filme fue recibido con buenas críticas por parte de la prensa:
- «Es un drama con la misma alegre desenvoltura que la comedia. Es una tragedia a fuerza de disparate. Es la vida. (...) Es el mejor retrato posible de un olvido: la infancia. (…)» - Luis Martínez del diario El Mundo.
- «Es un estudio sociológico que reposa sobre una inteligente, original y audaz base conceptual (...) Deslumbrante humanismo personificado por un Dafoe (...) ángel de la guarda (...) toda una celebración del cine y de la vida. (…)» - Philipp Engel de Fotogramas
- »[Baker] filma con un estilo directo, casi documental (...) Un filme magnífico y, sobre todo, muy personal. (…)» - Quim Casas de El Periódico
- «La grandeza de esta película proviene de haber encontrado un escenario perfecto para constituirse en una metáfora natural (…)» - Antonio Weinrichter de Diario ABC
- «[Baker] sube a un nuevo nivel (...) [Dafoe] hace una de las mejores interpretaciones de su carrera (...) Hay mucho ruido alegre en esta película (…)» - Jordan Hoffman de The Guardian
- «Un superlativo Willem Dafoe en registro tierno (...) Bienvenido a tu película favorita del año. Al menos, de tu niño interior, que necesitaba esta inyección de libertad y juego infantil; es decir, de cine. (…)» - Daniel de Partearroyo de Cinemanía
- «Otra historia vibrante de los Estados Unidos más profundos (...) Valiosa y lograda (...) Auténtica y narrada de forma conmovedora» - Owen Bleiberman de Variety

## Premios y nominaciones
La película fue ganadora del premio del Festival Internacional de Cine de Los Cabos, en México, en 2017.
| Premio                                               | Categoría                 | Nominados           | Resultado |
| ---------------------------------------------------- | ------------------------- | ------------------- | --------- |
| Premios Óscar                                        | Mejor actor de reparto    | Willem Dafoe        | Nominado  |
| Premios Globo de Oro                                 | Mejor actor de reparto    | Willem Dafoe        | Nominado  |
| Premios BAFTA                                        | Mejor actor de reparto    | Willem Dafoe        | Nominado  |
| Premios Screen actors guild                          | Mejor actor de reparto    | Willem Dafoe        | Nominado  |
| Premios Ghotam award                                 | Mejor película            | The Florida Project | Nominado  |
| Premios Critics Choice                               | Mejor película            | The Florida Project | Nominado  |
| Premios Critics Choice                               | Mejor actor de reparto    | Willem Dafoe        | Nominado  |
| Premios Critics Choice                               | Mejor actriz              | Brooklyn Prince     | Ganador   |
| Premios Satellite                                    | Mejor actor de reparto    | Willem Dafoe        | Nominado  |
| Premios Satellite                                    | Mejor director            | Sean Baker          | Nominado  |
| Premios Golden Orange International Film Competition | Mejor película            | The Florida Project | Ganador   |
| Premios New York Film Critics Circle                 | Mejor actor de reparto    | Willem Dafoe        | Ganador   |
| Premios New York Film Critics Circle                 | Mejor director            | Sean Baker          | Ganador   |
| Premios Vancouver films critic circle                | Mejor actor de reparto    | Willem Dafoe        | Ganador   |
| Premios Independent Spirit                           | Mejor director            | Sean Baker          | Nominado  |
| Premios Independent Spirit                           | Mejor película            | The Florida Project | Nominado  |
| Premios British Independent Film Award               | Mejor película extranjera | The Florida Project | Nominado  |